# Pello Bilbao
Pello Bilbao (født 25. februar 1990) er en professionel cykelrytter fra Spanien, der er på kontrakt hos Bahrain Victorious.
Ved Giro d'Italia 2019 vandt han to etaper. I 2020 blev han spansk mester i enkeltstart.

## Meritter
2007
4. etape, Vuelta Pamplona
2010
Baskisk U23-mester, landevej
2014
Klasika Primavera
2015
2. etape, Vuelta a Castilla y León
6. etape, Tyrkiet Rundt
2016
2. etape, Tyrkiet Rundt
2018
1. etape, Tour of the Alps
6. etape, Critérium du Dauphiné
2019
1. etape, Vuelta Ciclista a Murcia
7. og 20. etape, Giro d'Italia
2020
 Spansk mester i enkeltstart
2021
4. etape, Tour of the Alps
2022
3. etape, Baskerlandet Rundt
2. etape, Tour of the Alps
4. etape, Deutschland Tour
2023
10. etape, Tour de France
3. etape, Tour Down Under